# Itapeva (Minas Gerais)
Itapeva (do tupi-guarani itá’peba, que significa pedra chata) é um município brasileiro situado no extremo sul do estado de Minas Gerais, a 460 km da capital Belo Horizonte.
Localiza-se a uma latitude 22º46'05" sul e a uma longitude 46º13'15" oeste, estando a uma altitude de 989 metros. A cidade está situada na encosta da Serra da Mantiqueira. Possui área de 178,48 km² e mais de 8 mil habitantes, sendo que mais da metade vive na área urbana.
A maior parte da cidade se desenvolveu na margem direita da Rodovia Fernão Dias, tendo como referencial o trajeto São Paulo–Minas Gerais.
O município de Itapeva faz divisas com Camanducaia, Cambuí, Extrema, Munhoz, Senador Amaral e Toledo.

## História
Em 30 de dezembro de 1962, deu-se a emancipação através da Lei Estadual 2.764 de 30 de dezembro de 1962. Até então, era um dos Distritos da Camanducaia (como hoje os são São Mateus de Minas e Monte Verde).
Na época da emancipação de Itapeva, o prefeito de Camanducaia, o Sr. Onofre Vargas, administrava o Distrito.  Não houve relutância por parte de Camanducaia para a emancipação, sendo que parte do território onde está o Bairro Campo Redondo na verdade é pertencente à Camanducaia até hoje, mas é administrado e cuidado como que se fosse de Itapeva.
Emancipado em 1° de Março de 1963, Itapeva, que antes era denominado “Vila Itapeva” desde 1948, tornou-se politicamente independente de Camanducaia/MG. O desenvolvimento se deu nas imediações da Igreja de São Sebastião, mas ao contrário de muitas cidades na região, a praça principal não fica junto à Igreja Matriz (Católica).

## Relevo, vegetação e hidrografia
Encontra-se em um vale em uma área de topografia montanhosa, o que define o seu traçado bastante irregular. 
O clima que predomina é o tropical de altitude. 
O Rio Camanducaia percorre a cidade, sendo que em determinadas épocas tende a causar enchentes, principalmente no Distrito de Areias e no Bairro Divinéia.

## Divisão interna
Há os distritos: Areias de Itapeva e Tropical Flores.

## Política
A Prefeitura conta com cerca de 400 servidores públicos e funcionários contratados/comissionados divididos nas áreas de administração, finanças, educação, saúde, assistência social, planejamento e obras públicas e esporte, meio ambiente cultura. lazer e turismo. No legislativo, há nove vereadores.

### Histórico de prefeitos
| Prefeito                                    | Mandato: início        | fim                    |
| Edu Valentim Vilaça                         | 1 de março de 1963     | 29 de agosto de 1963   |
| João Lemes da Silva (Zico da Ponte)         | 30 de agosto de 1963   | 31 de dezembro de 1964 |
| Hilton Monteiro                             | 1 de janeiro de 1965   | 31 de dezembro de 1968 |
| João Lemes da Silva (Zico da Ponte)         | 1 de janeiro de 1969   | 31 de dezembro de 1972 |
| Hilton Monteiro                             | 1 de janeiro de 1973   | 31 de dezembro de 1976 |
| Juvenal Machado de Lima                     | 1 de janeiro de 1977   | 31 de dezembro de 1982 |
| Dalmir Dantas (Careca)                      | 1 de janeiro de 1983   | 31 de dezembro de 1988 |
| Hilton Monteiro                             | 1 de janeiro de 1989   | 31 de dezembro de 1992 |
| José Paula de Morais (Zequinha)             | 1 de janeiro de 1993   | 31 de dezembro de 1996 |
| Hilton Monteiro                             | 1 de janeiro de 1997   | 31 de dezembro de 2000 |
| Hilton Monteiro                             | 1 de janeiro de 2001   | 31 de dezembro de 2004 |
| Denni Carlos Queiroz                        | 1 de janeiro de 2005   | 27 de março de 2006    |
| Benedito Paula da Silva (Professor Benê)    | 28 de março de 2006    | 1 de fevereiro de 2007 |
| Silvia Antonia Ferreira Santiago (Silvinha) | 2 de fevereiro de 2007 | 30 de novembro de 2007 |
| Urias Paulo Furquim                         | 1 de dezembro de 2007  | 8 de setembro de 2008  |
| Silvia Antonia Ferreira Santiago            | 9 de setembro de 2008  | 31 de dezembro de 2008 |
| Urias Paulo Furquim                         | 1 de janeiro de 2009   | 31 de dezembro de 2012 |
| Cláudia Viveani de Moraes Andrade           | 1 de janeiro de 2013   | 31 de dezembro de 2016 |
| Cláudia Viveani de Moraes Andrade           | 1 de janeiro de 2017   | 31 de dezembro de 2020 |
| Daniel Pereira do Couto                     | 1 de janeiro de 2021   | 31 de dezembro de 2024 |
| Daniel Pereira do Couto                     | 1 de janeiro de 2025   | Atualidade             |

## Educação
A cidade conta com uma escola estadual com ensino médio (EE. Dr. José R. Seabra) e quatro escolas municipais com ensino fundamental (EM. Dirce M. Lopes, EM. Edu V. Vilaça, EM. Prof. Januário Barbosa e a EM. Prof. Edilamar Poscai Uenishi Cassalho).Também possui três centros municipais de educação infantil, sendo duas na área urbana e uma na zona rural. Nas escolas da zona rural (EM Edu Vilaça e EM Januário Barbosa) há cooperação com a Secretaria Estadual de Ensino e o nível médio foi implantado lá, sob tutela da EE Dr. José R. Seabra.
A cidade conta com uma biblioteca pública municipal (Thelma D. Fonseca) e um Centro de Informática.

## Saúde Pública
No município há três Unidades Básicas de Saúde: Ápio Cardoso e Prefeito Juvenal Machado de Lima (na sede) e Luiz Alves da Silva (Bairro Sertão Grande).

## Turismo e Lazer
Itapeva conta com um clube recreativo (capacidade para 600 pessoas), dois ginásios poliesportivos; um estádio de futebol com iluminação e duas piscinas públicas artificiais e duas academias de ginástica. 
Somam-se a esses, a piscina natural do Ponto Turístico "Pedra Chata" e as famosas cachoeiras em que se sobressai a do "Gusto Caipira".
São eventos relevantes no município:
- a festa do padroeiro São Sebastião (20 de janeiro)
- o aniversário da cidade (1 de março)
- a Junifest {União das Festas Juninas de Itapeva/MG} (junho)
- a festa do Carreteiro (julho)
- a festa de São Benedito/Capetinga (julho)
- a festa do Peão de Boiadeiro (outubro)

O Carnaval de Rua e Junifest foram criados no ano de 2003.